# Malinowski Potok
Malinowski Potok – potok będący lewym dopływem Leśnianki.
Wypływa na wysokości około 1017 m na wschodnich stokach Malinowskiej Skały w Beskidzie Śląskim. Spływa w kierunku wschodnim dnem głębokiej doliny, która na tabliczkach turystycznych nazywana jest doliną Zimnika. Lewe zbocza tej doliny tworzy zachodni grzbiet Skrzycznego, wschodnie Kościelec i jego wschodni grzbiet. Uchodzi do Leśnianki na wysokości 461 m, nieco poniżej leśniczówki „Ostre”.
Cała zlewnia Malinowskiego Potoku znajduje się w granicach wsi Lipowa w województwie śląskim, w powiecie żywieckim, w gminie Lipowa. Jej charakterystyczną cechą jest duża asymetria zlewni. Po jego północnej stronie z łagodnych stoków grzbietu Skrzycznego zasila go wiele, dość długich potoków, po stronie północnej brak dopływów. Związane to jest z układem warstw skalnych w Beskidzie Śląskim. Południowe stoki opadają zgodnie z układem warstw skały, zwykle są łagodne i przecięte bocznymi dolinkami. Stoki północne powstają na czołach odsłaniających się warstw skalnych, są strome, rzadko rozcięte są bocznymi dolinkami i często mają „schodkowy” profil, co związane jest z różną twardością skał.
Wzdłuż Malinowskiego Potoku prowadzi dobra droga żwirowa, a jej dolnym odcinkiem szlak turystyczny.
 leśniczówka „Ostre” (parking) – dolina Malinowskiego Potoku – stoki Kościelca – Malinowskie Siodło. Odległość 6,5 km, suma podejść 550 m, czas przejścia 2:35 godz., z powrotem 1:30 godz.